# Negru Vodă (oraș)
Negru Vodă (denumit Karaömer până în 1878 și apoi Caraomer până în 1926) este un oraș în județul Constanța, Dobrogea, România, format din localitatea componentă Negru Vodă (reședința), și din satele Darabani, Grăniceru și Vâlcelele. Are o populație de 5.088 locuitori.

## Localizare
Orașul Negru Vodă este situat la sud de  Podișul Negru Vodă  din Dobrogea, la 6 kilometri de granița cu Bulgaria. Orașul de frontieră se află la 48 de kilometri de municipiul Constanța (10 km pe DN39 și 38 pe DN38) și la 33 de kilometri de municipiul Mangalia (prin DJ 391). Localitatea este și punctul terminus al liniei secundare 803 (Medgidia-Negru Vodă), o cale ferată neelectrificată simplă care leagă Dobrogea de Bulgaria.

## Istorie

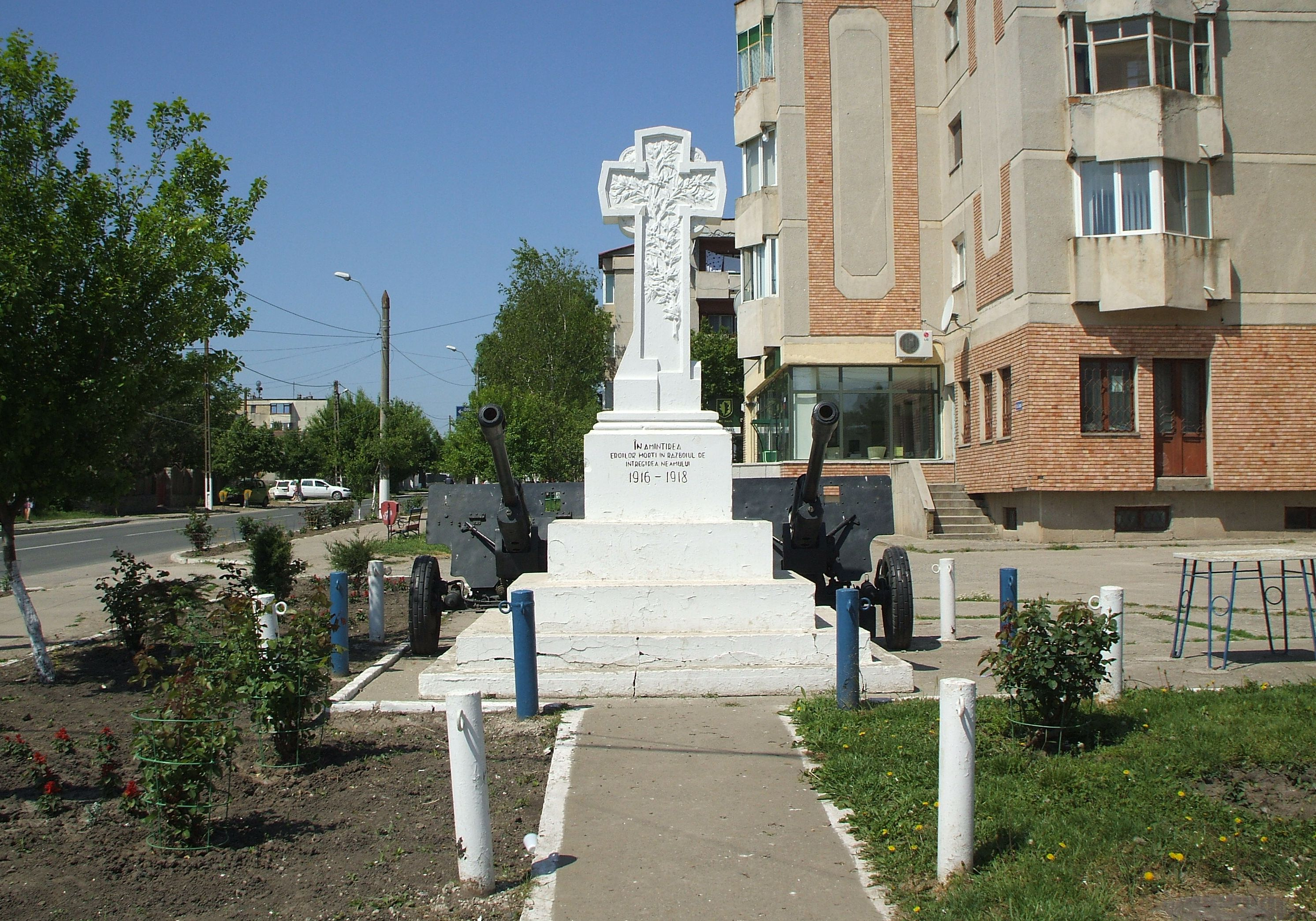
Monumentul eroilor căzuți în timpul Primului Război Mondial.

Pe teritoriul orașului modern au fost găsiți tumuli din epoca antică și urmele unei așezări din epoca medieval timpurie (secolul X). Localitatea Karaömer a fost fondată în anul 1715, în cadrul Imperiului Otoman. În urma Războiului Ruso-Turc din 1877-1878, localitatea a devenit teritoriu românesc, fiind colonizată cu români din Oltenia, Muntenia și Moldova din cauza populației reduse. În timpul Primului Război Mondial, Caraomer a fost scena unor lupte grele între forțele Antantei (Regatul României și Imperiul Rus) și cele ale Puterilor Centrale (Imperiul German, Bulgaria și Imperiul Otoman). Trupele române și ruse, aflate pe linia Oltina-Negru Vodă-Mangalia, au fost înfrânte și s-au retras spre nord. Între lunile mai 1918 și noiembrie 1919, satul Caraomer a fost sub administrație bulgară, ca urmare a Tratatului de la București din 1918.
În timpul celui de-al Doilea Război Mondial, satul Negru Vodă a fost scena unei alte bătălii. La 25 august 1944, o companie din Regimentul 2 Grăniceri a oprit avansul unui coloane germane motorizate a unei unități de artilerie antiaeriană care se retrăgea dinspre Cobadin. Înainte de anul 1968, Negru Vodă a fost reședință de raion, iar ulterior a fost centru de comună. În anul 1989, Negru Vodă a fost declarat oraș agro-industrial.

## Demografie
Componența etnică a orașului Negru Vodă
     Români (77,19%)
     Romi (1,82%)
     Alte etnii (1,19%)
     Necunoscută (19,8%)
Componența confesională a orașului Negru Vodă
     Ortodocși (76,41%)
     Musulmani (1,43%)
     Alte religii (1,28%)
     Necunoscută (20,88%)
Conform recensământului efectuat în 2021, populația orașului Negru Vodă se ridică la 4.616 locuitori, în scădere față de recensământul anterior din 2011, când fuseseră înregistrați 5.088 de locuitori. Majoritatea locuitorilor sunt români (77,19%), cu o minoritate de romi (1,82%), iar pentru 19,8% nu se cunoaște apartenența etnică. Din punct de vedere confesional, majoritatea locuitorilor sunt ortodocși (76,41%), cu o minoritate de musulmani (1,43%), iar pentru 20,88% nu se cunoaște apartenența confesională.
Negru Vodă - evoluția demografică

010002000300040005000600019922002populațiePopulația istorică din Negru Vodă
Date: Recensăminte sau birourile de statistică - grafică realizată de Wikipedia

După Războiul Ruso-Turc din 1877-1878, comuna Caraomer avea în anul 1880 următoarele cătune în componență: Caraomer (53 de familii de tătari), Alibeichoi (8 familii de cerchezi, desființat), Canlicicur (95 de familii de tătari coloniști, desființat înainte de 1989), Dauluchioi (19 familii de turci), Ghiuvenlia (45 de familii de turci), Cherchezchioi (18 familii de turci), Derechioi (11 familii de tătari, desființat), Docuzaci (8 familii de turci), Mamuzlia (3 familii de turci), Calfachioi (12 familii de turci). Cătunul Vâlcelele (denumit atunci Valala) aparținea de comuna Cotu Văii (denumirea istorică: Chiragi) și avea doar 2 familii de turci. Numeroase familii de musulmani au dispărut sau au emigrat în urma războiului, zona fiind colonizată ulterior cu români. În anul 1902, Caraomer avea 12 turci și 239 de tătari, Dauluchioi avea 89 de turci, iar Valala avea 37 de turci. Comunitatea musulmană din oraș are o geamie construită în jurul anului 1867.
În anul 1930, localitatea avea o populație de aproximativ 4800 de persoane, dintre care aproximativ 3850 erau români, 600 turci și tătari, 100 bulgari și câte 50 de persoane erau de origine rusă, rromă, armeană, găgăuză și germană. În urma recensământului din 2002, în orașul Negru Vodă locuiau 5552 de persoane, dintre care 5404 erau români, 73 erau turci și 63 erau tătari. Aproximativ 4500 de persoane locuiau în orașul propriu-zis, iar restul locuiau în cele două sate, Darabani și Vâlcelele, care aparțin de oraș. Satul Grăniceru, deși încă figurează în nomenclatorul localităților din România, este de fapt dezafectat și depopulat.

## Politică și administrație
Orașul Negru Vodă este administrat de un primar și un consiliu local compus din 15 consilieri. Primarul, Mihai-Adrian Argintaru[*], de la Alianța pentru Unirea Românilor, este în funcție din 1 noiembrie 2024. Începând cu alegerile locale din 2024, consiliul local are următoarea componență pe partide politice:
|  | Partid                          | Consilieri | Componența Consiliului | Componența Consiliului | Componența Consiliului | Componența Consiliului | Componența Consiliului | Componența Consiliului |
|  | ------------------------------- | ---------- | ---------------------- | ---------------------- | ---------------------- | ---------------------- | ---------------------- | ---------------------- |
|  | Alianța pentru Unirea Românilor | 6          |                        |                        |                        |                        |                        |                        |
|  | Partidul Național Liberal       | 6          |                        |                        |                        |                        |                        |                        |
|  | Partidul Social Democrat        | 3          |                        |                        |                        |                        |                        |                        |

## Atracții turistice

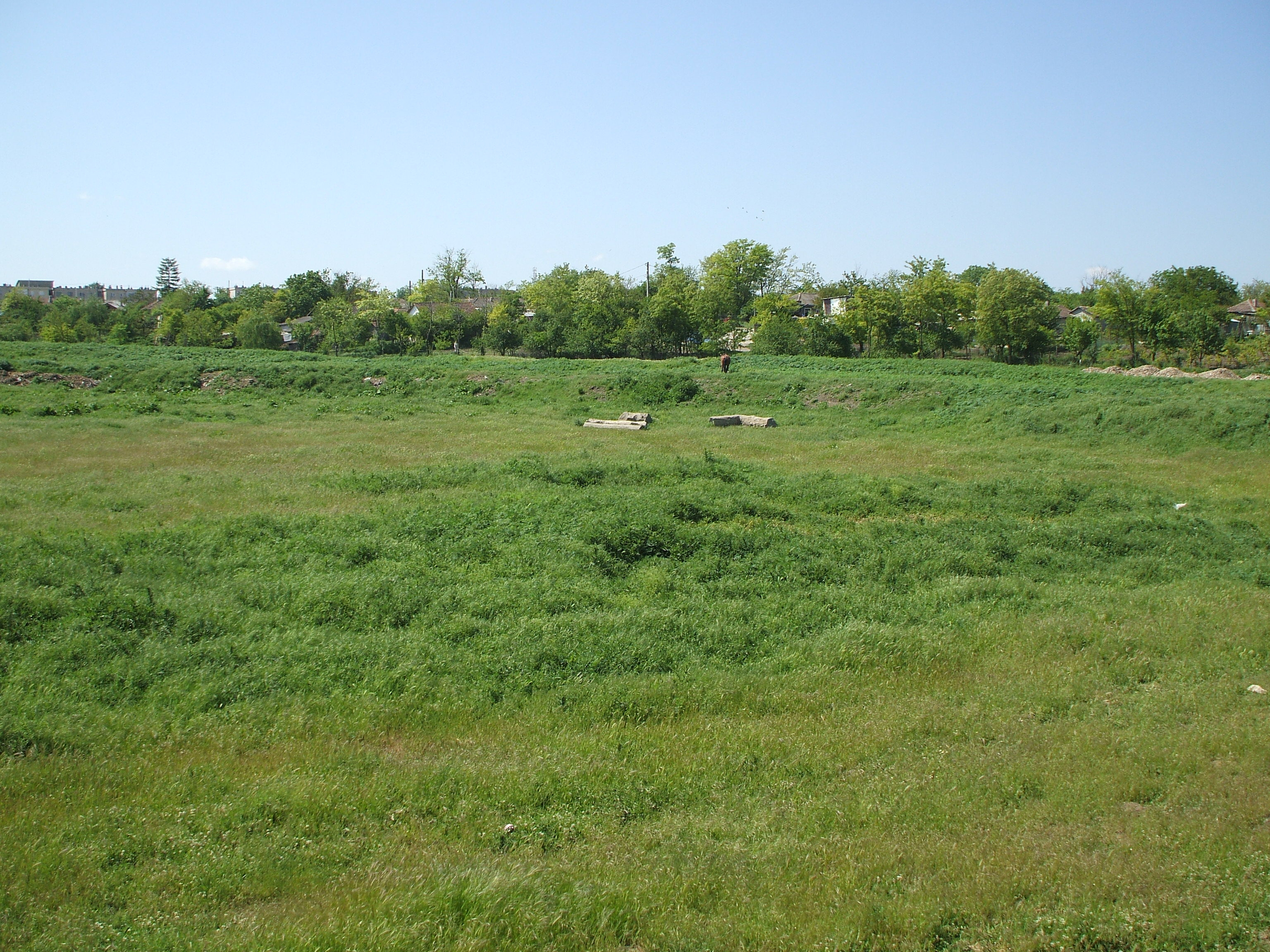
Lacul carstic Gâldău fotografiat la începutul verii, când era secat aproape în totalitate, cu excepția unor bălți mici.

- Pădurea Negru Vodă (50 ha) de la marginea orașului, declarată rezervație cinegetică
- Lacul carstic Gâldău (doar primăvara, în funcție de precipitații)
- Geamia Kara Omer din localitate care datează din anul 1867
- Rezervația naturală Pădurea Hagieni, aflată la aproximativ 15 kilometri depărtare.

### Monumente istorice
Următoarele trei situri aflate pe raza localității sunt înscrise în Patrimoniul cultural național al României, conform Ministerul Culturii, Cultelor și Patrimoniului Național:
- Situl arheologic de la Negru Vodă, aflat la marginea bălții din nordul localității.
- Așezare din sec. X, epoca medieval timpurie, aflată la marginea bălții din nordul localității.
- Ansamblu tumuli din epoca antică, aflați la marginea bălții din nordul localității.

## Personalități
- Alexandru Clenciu (1913 - 2000), caricaturist și epigramist;
- Silvia Constantinescu (n. 1940), jurnalistă, scriitoare, stabilită în Suedia.